# Paul Riant

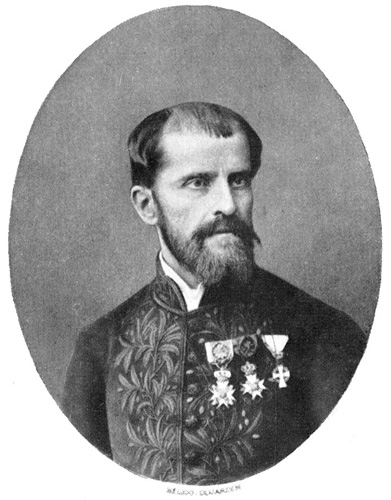
Paul Riant nach 1880

Paul Riant, vollständig Paul Édouard Didier Riant, ab 1864 Comte Riant (* 8. August 1836 in Paris; † 17. Dezember 1888 in Vorpillière bei Massongex, begraben in der Abtei Saint-Maurice), war ein französischer Altertumsforscher und Orientalist.

## Leben und Werk
Riant stammte aus einer wohlhabenden bürgerlichen Pariser Familie. Er besuchte das Lycée Louis-le-Grand und das Jesuitenkollegium Vaugirard im 15. Arrondissement (Paris). 1859 unternahm er eine ausgedehnte Studienreise nach Dänemark, Norwegen, Schweden und Finnland, die er 1862 wiederholte. 1865 wurde er an der Pariser Sorbonne mit einer Arbeit über den skandinavischen Anteil an Wallfahrten und Expeditionen in das Heilige Land zur Zeit der Kreuzzüge (Expéditions et pèlerinages des Scandinaves en Terre Sainte au temps des croisades) zum Doktor der Philologie promoviert.
Die Arbeit erregte das Aufsehen der Fachwelt wie auch des Papstes Pius IX., der Riant zum Comes romanus ernannte. Riant hatte im Orient zur Zeit der Kreuzzüge, dem Orient latin, sein Lebensthema gefunden, das er in den folgenden Jahren durch zahlreiche Reisen, eine umfangreiche Korrespondenz und die Anlage einer monumentalen Forschungsbibliothek von zuletzt 40.000 Bänden vertiefte. Er sorgte für die Ausgabe vieler bisher uneditierter mittelalterlicher Berichte von Pilgerreisen und Kreuzzügen und spürte erfolgreich lange verloren geglaubte Werke auf.
1875 gründete er die Société de l’Orient latin. Er finanzierte fast ausschließlich deren Publikationen wie die zwei Bände der Archives de l’Orient latin (1881 und 1884) und die zwölfbändige Revue de l’Orient latin und Faksimiledruck wie den Prologus Arminensis. Auch die Arbeit anderer Gelehrter wie des deutschen Kreuzzugsforschers Reinhold Röhricht unterstützte er großzügig. Für Röhrichts Standardwerk Bibliotheca geographica Palaestinae, sandte er eine Kiste mit sonst kaum zu beschaffenden Materialien nach Berlin. Röhricht wiederum widmete seinem Andenken dieses Werk, als es 1890 erschien, und schrieb den Gedenkartikel in der Zeitschrift des Deutschen Palästina-Vereins.
1880 wurde Riant zum Mitglied der Académie des Inscriptions et Belles-Lettres ernannt.
Aus Gesundheitsgründen verbrachte er die meiste Zeit auf seinem Schweizer Schloss in Vorpillière. 1882 zog er ganz dorthin und starb hier sechs Jahre später.

## Nachlass
Riants Bibliothek, die zugleich die Bibliothek der Société war, wurde nach seinem Tode katalogisiert und für eine Auktion vorbereitet. Die skandinavische Sammlung mit über 5000 gedruckten Bänden, 500 Handschriften und 16.000 Dissertationen an schwedischen Universitäten erwarb 1896 mit Hilfe einer Spende die Yale University. Den anderen Teil der Bibliothek mit zahlreichen Handschriften erwarb 1899 die Harvard University, vor allem finanziert durch Archibald Cary Coolidge. Ein kleiner Teil seiner Privatsammlung von ca. 50 Bänden kam über die Sammlung Robert Fazy in die Bibliothèque cantonale et universitaire in Lausanne.

## Auszeichnungen
- Ehrenmitglied in Det kongelige nordiske oldskriftselskab (1867)
- Ehrendoktor
  - Universität Uppsala
  - Eberhard Karls Universität Tübingen
- Dannebrog-Orden
- Nordstern-Orden
- Sankt-Olav-Orden

## Werke
- Expéditions et pèlerinages des Scandinaves en Terre sainte au temps des croisades. Paris: impr. de A. Lainé et J. Havard 1865

Beiband: Tables. Paris 1869
- (Hrsg.) Guntheri Alemanni scholastici monachis et  prioris Parisiensis de  expugnatione urbis Constantinopolitane unde inter alias reliquias magna pars sancte crucis in  Alemanniam est allata seu Historia Constantinopolitana.  Genevae: Fick 1875
- Exuviae sacrae constantinopolitanae... fasciculus documentorum ecclesiasticorum ad byzantina lipsana in occidentum saeculo XIII translata spectantium et historiam quarti belli sacri imperiique gallo-graeci illustrantium. Genevae: Fick 1877–1878 (2 Bände) Nachdruck Paris 2004 ISBN 2-7355-0570-7; ein dritter Band erschien posthum 1904
- (Hrsg.) Alexii I Comneni Romanorum imperatoris ad Robertum I Flandriae comitem epistola spuria. Genevae: Fick 1879
- Inventaire critique des lettres historiques des croisades. I–II: 768–1100. Paris: E. Leroux 1880  (Archives de l’Orient latin 1 (1881), S. 1–224)
- Le Martyre de Thiémon de Salzbourg (28 septembre 1102). Paris: A. Palmé 1886
- (posthum) Études sur l’histoire de  l’église de Bethléem. Publ. d’après l. notes de l’auteur p. Charles Kohler. Gênes: Impr. de l’Inst. r. d. sourds-muets; II: Paris: E. Leroux 1889–1896 (2 Bände)